# Bill Davis
Bill Davis, właśc. William Grenville Davis (ur. 30 lipca 1929 w Brampton, zm. 8 sierpnia 2021 tamże) – kanadyjski polityk, premier prowincji Ontario od 1 marca 1971 do 8 lutego 1985. Wybrany do parlamentu prowincji po raz pierwszy w 1959 z ramienia Partii Konserwatywnej, w 1971 wybrany na jej przewodniczącego.